# Namul
A namul (hangul:  나물) a bármilyen növényféleségből készült pancshan (kísérő étel) megnevezése a koreai gasztronómiában. A hagyományos zöldségfélék mellett a koreai konyha olyan növények gyökerét, hajtását és levelét is felhasználja, ami a magyar étkezési kultúrában merőben szokatlan lehet, mint például a páfrány, a varjúháj vagy a kínai harangvirág gyökere. Gyógynövényeket is szívesen fogyasztanak ilyen módon.
Az elkészítési módok változatosak, blansírozhatják, párolhatják, főzhetik, hirtelen süthetik vagy nyersen is felszolgálhatják a namulokat. Az ízesítés tekintetében is számos lehetőség van, a szójaszósz, a szezámolaj, a fokhagyma, a só, az ecet vagy a kocshudzsang (gochujang) is gyakorta használt.

## Változatok

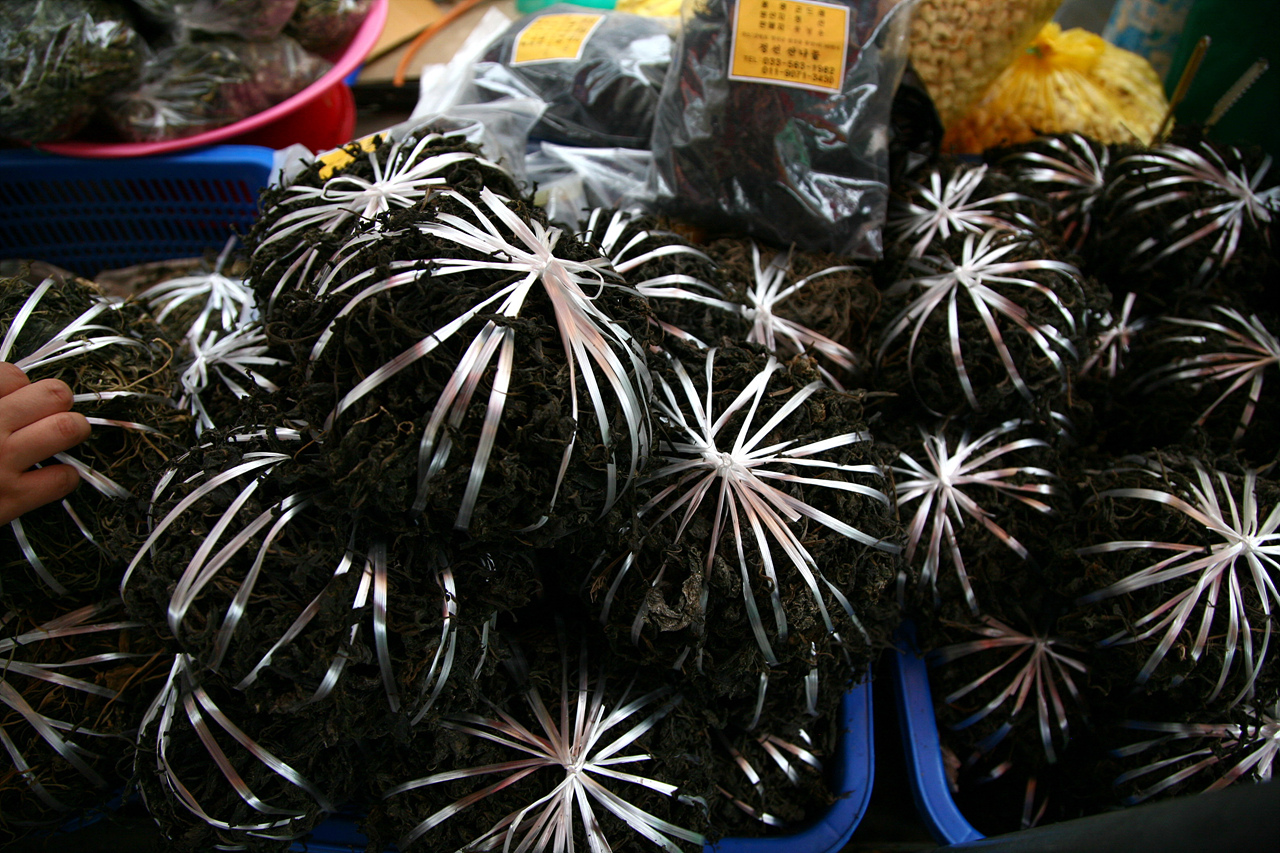
Egyfajta szárított namul egy koreai piacon

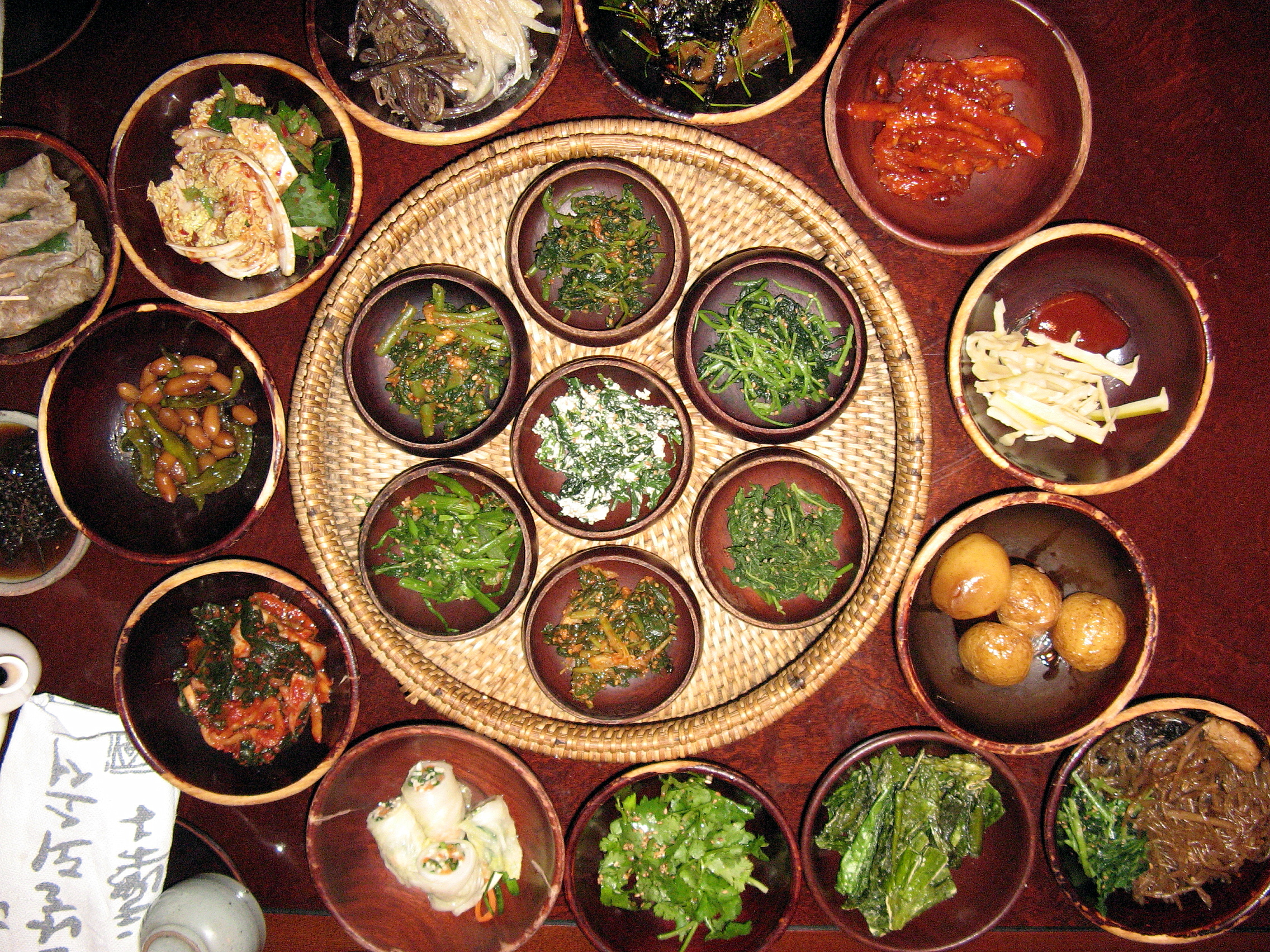
Namulteríték

| Név                                     | Hangul       | Leírás                                                                                        |
| --------------------------------------- | ------------ | --------------------------------------------------------------------------------------------- |
| khongnamul (kongnamul)                  | 콩나물       | Főtt szójababcsíra fűszerezve.                                                                |
| sigumcshi namul (sigeumchi namul)       | 시금치나물   | Spenótból készül, szezámolajjal, fokhagymával és szójaszósszal                                |
| mijok mucshim (miyeok muchim)           | 미역무침     | Vakaméból (ehető tengeri hínár) készül                                                        |
| muszengcshe/mucshe (musaengchae/muchae) | 무생채/무채  | Zsülienre vágott daikonretekből készül.                                                       |
| koszari (gosari) namul                  | 고사리나물   | Saspáfrány (Pteridium aquilinum) hirtelen sütve, fokhagymával, szójaszósszal tálalva.         |
| cshünamul (chwinamul)                   | 취나물       | Ligularia fischeri előfőzve, szezámolajjal, csilivel ízesítve.                                |
| pirum (bireum) namul                    | 비름나물     | Disznóparéj előfőzve, ízesítve.                                                               |
| nengi (naengi) namul                    | 냉이나물     | Pásztortáska előfőzve, fokhagymával, újhagymával és szezámolajjal ízesítve.                   |
| tolnamul (dolnamul)                     | 돌나물       | Varjúháj fiatal hajtásai kocshudzsang (gochujang) szószban.                                   |
| kogumaszun (gogumasun) namul            | 고구마순나물 | Édesburgonya fiatal hajtásaiból készített namul.                                              |
| kadzsi (gaji) namul                     | 가지나물     | Leforrázott vagy gőzön főtt, esetleg hirtelen sütött padlizsán.                               |
| toradzsi (doraji) namul                 | 도라지나물   | Platycodon grandiflorus gyökere főzve.                                                        |
| moü (mowi) namul                        | 머위         | vörös keserűlapu (Petasites japonicus), töndzsang (doenjang)gal vagy kocshudzsanggal keverve. |
| cshamnamul (chamnamul)                  | 참나물       | Pimpinella brachycarpa gyökeréből.                                                            |
| jucshe (yuchae) namul                   | 유채나물     | Repce hajtásából készül.                                                                      |

## Galéria

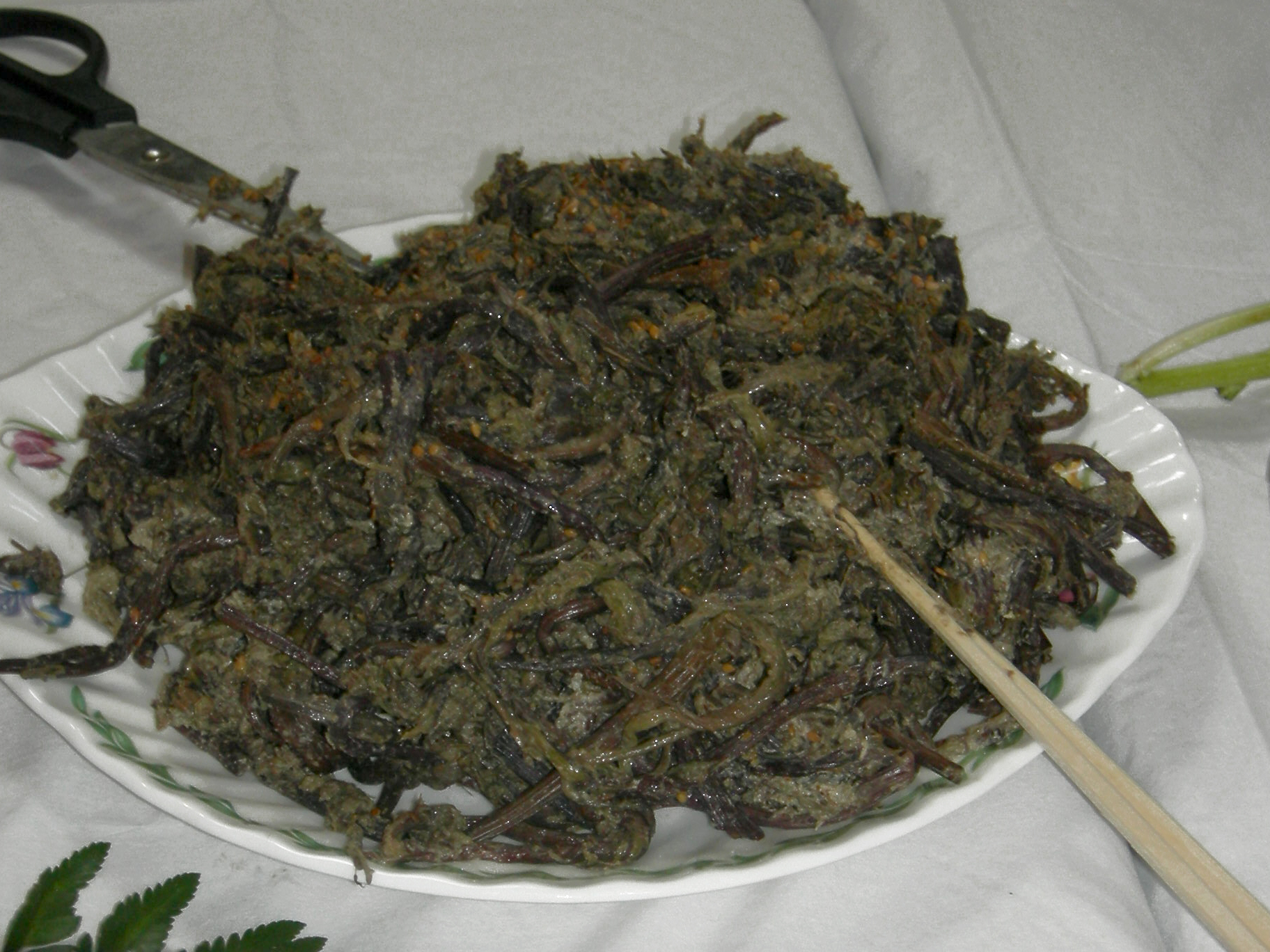
koszari (gosari) namul
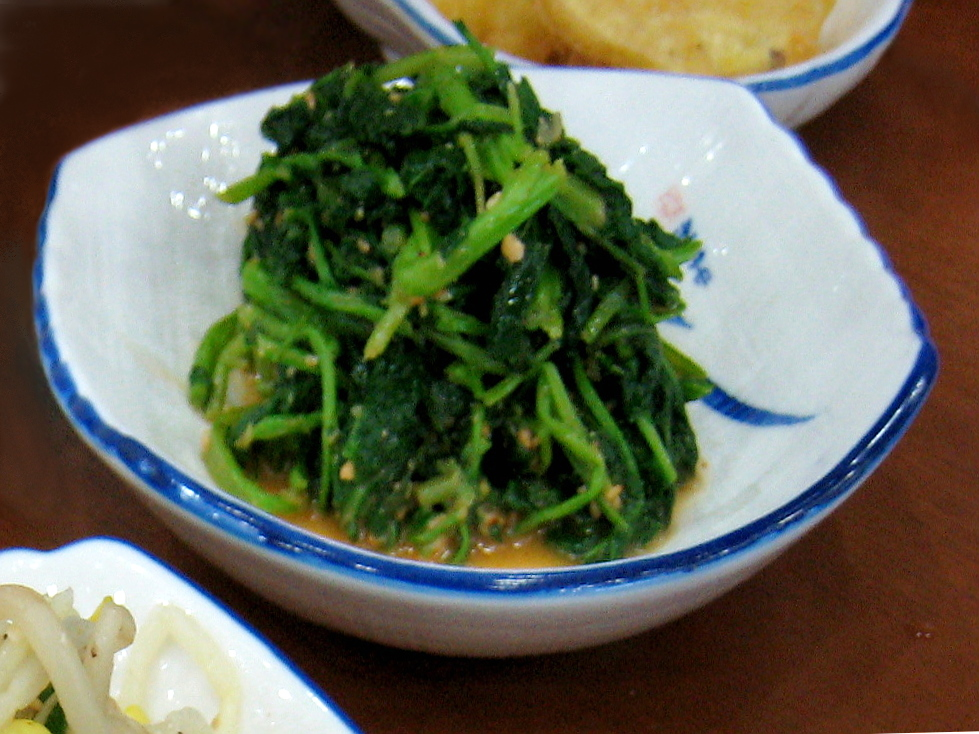
sigumcshi (sigeumchi) namul
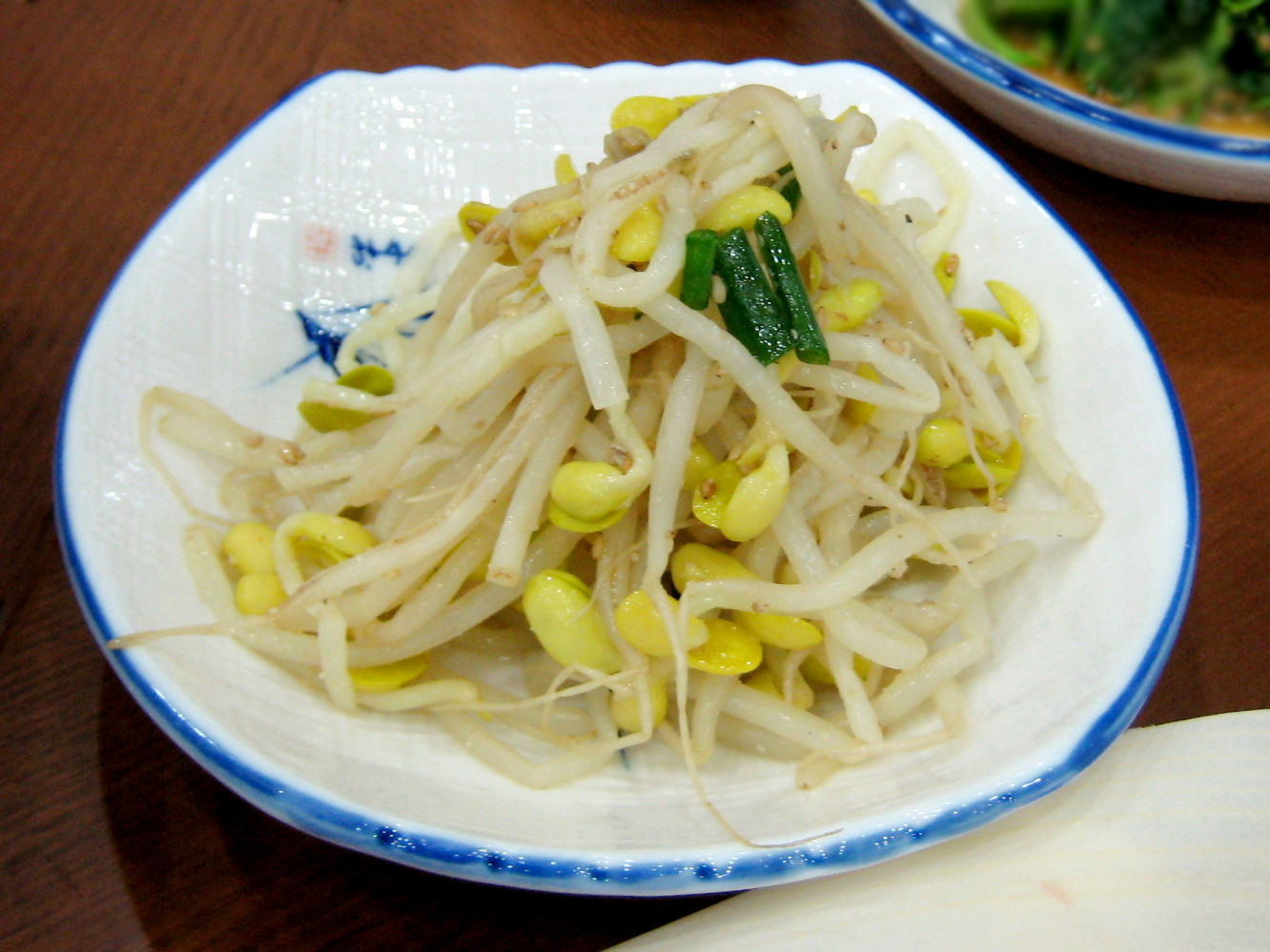
khongnamul (kongnamul)
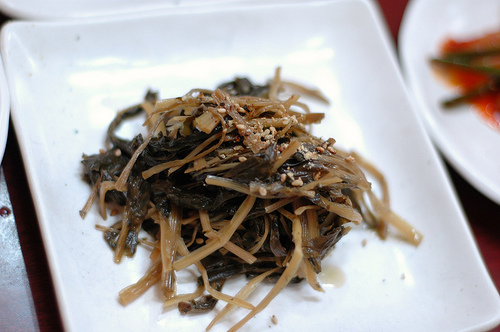
cshünamul (chwinamul)